# Silvestr (protopop)
Silvestr (rusky Сильве́стр; zemřel kolem roku 1566) byl ruský protopop, rádce Ivana Hrozného. Předpokládá se, že je autorem pojednání Domostroj.